# Csoma József
Tolcsvai és ragyolci Csoma József (Rásony, 1848. június 27. – Abaújdevecser, 1917. március 1.) történész, heraldikus, a Magyar Tudományos Akadémia levelező tagja (1900).

## Életútja
Régi református nemesi családból, háromszéki ősöktől származott. Szülei ragyolci Csoma Sámuel (1806–1866) és csáthi Gábriel Zsuszanna voltak. Pesten járt középiskolába, felsőfokú tanulmányait a sárospataki jogakadémián végezte 1865 és 1868 között. Életét – egy 1879-es núbiai utazásától eltekintve – abaújdevecseri birtokán töltötte gazdálkodással és tudományos tevékenységgel.
1879–80-ban Csoma József hosszabb utazást tett Egyiptomba és Núbiába Hosszúfalussy Gyula társaságában, aki ezen utazásáról leveleket írt a Pesti Hirlapba (1880. 15. sz.) és a Magyarország és a Nagyvilágba (1880. 4., 35. 43. sz).
1900 májusában az Akadémia levelező tagjává, 1905-ben a Magyar Heraldikai és Genealógiai Társaság másodelnökévé választották.

## Munkássága
Az elsők között tanulmányozta a címeres sírköveket és a középkori címeres pecséteket. A teljes heraldikai szakirodalom ismeretében kezdte meg publikációs tevékenységét. Első szakcikkeit Csergheő Géza társszerzőségével tette közzé az Archaeologiai Értesítőben és a Turulban. Alapvető jelentőségű kézikönyve a Magyar nemzetségi címerek, amelyben tizenkilenc nemzetség címerét írta le részletesen, tizenegyet vázlatosan. Megállapította egyebek mellett az Abák, az Ákosok, a Becsegergely és a Hont-Pázmány nemzetség címerét. A magyar heraldika korszakaiban a heraldika művészetének fejlődéstörténetét adta. E művében a 16. századig tartó korszakra az élő, a későbbire a hanyatló heraldika fogalmát alkalmazta.
Heraldikai kutatásait genealógiai vizsgálatokkal egészítette ki. Jelentősek az Abaúj-Torna vármegyei nemesi családokról közzétett munkái.

## Emlékezete

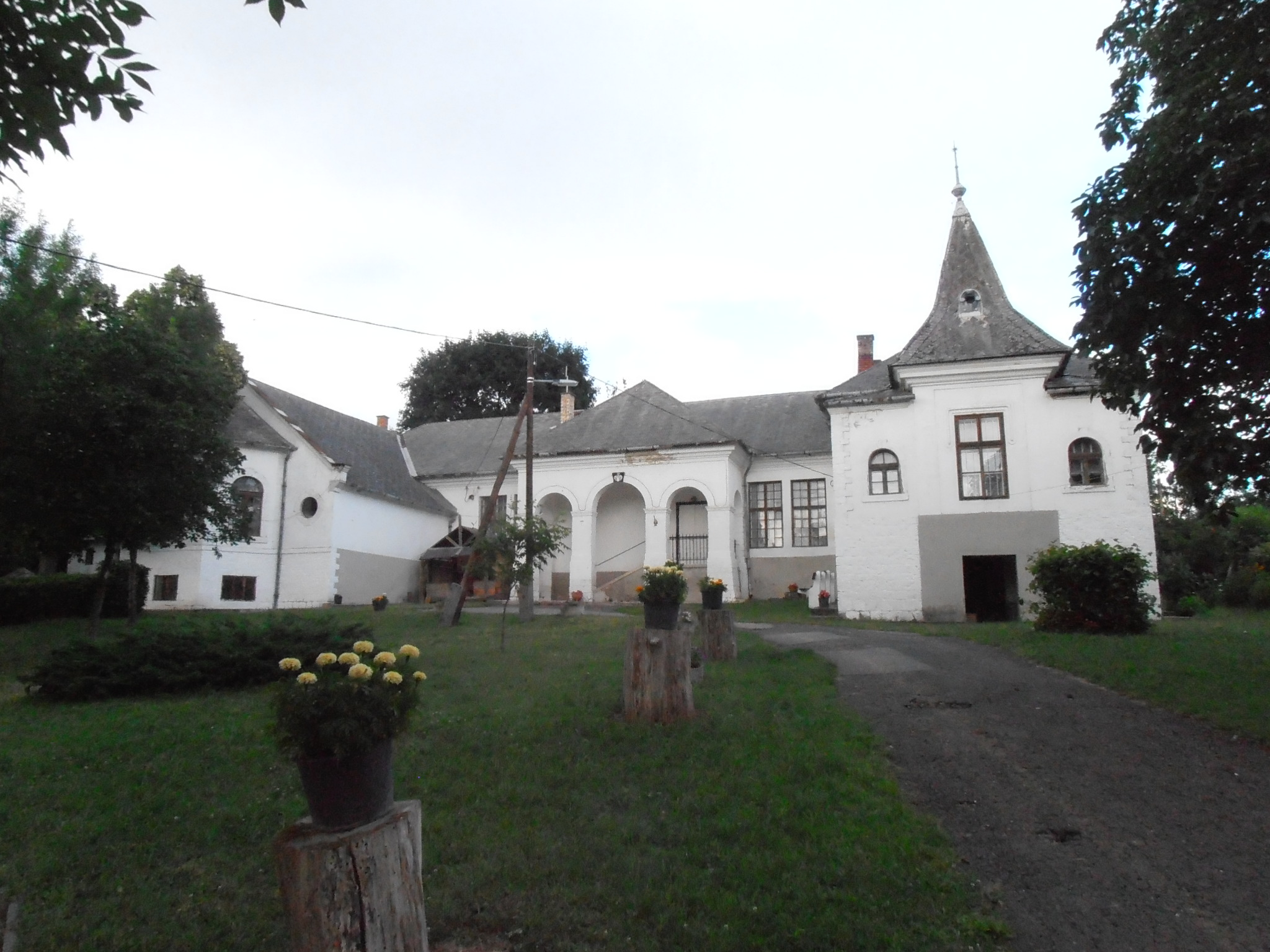
Kastélya Abaújdevecseren

Fejérpataky László szerint a magyar heraldika megalapítói közül Csoma érte el a legszebb eredményeket „fejlesztés és igazi heraldikai érzék szempontjából”. Gárdonyi Albert tudományos felkészültségét és a magyar heraldika korszakairól írott műve „világos tárgyalási modorát” méltatta a segédtudományok magyarországi történetéről szóló értekezésében.
1993-ban az abaújdevecseri kastély homlokzatán emléktáblát helyeztek el tiszteletére.
2008. május 17–18-án Encsen nemzetközi tudományos konferenciát tartottak Csoma születésének százhatvanadik évfordulója alkalmából.

## Főbb művei
- 1890 Vajday György czímerlevele és a Hunt-Pázmán nemzetség czímere. Turul 8, 112-120.
- Őstörténelmi nyomok Abaúj megyében (Budapest, 1890)
- Alte Grabdenkmäler aus Ungarn (tsz. Csergheő Géza; Budapest, 1890)
- Az olasz renaissance a magyar heraldikában (Budapest, 1893)
- Der Adel von Ungarn sammt den Nebenländern der St. Stephans-Krone (tsz. Csergheő Géza; Nürnberg, 1894; reprint Neustadt an der Aisch, 1982)
- Zsigmond király címerlevelei (Budapest, 1896)
- Núbiában. Útirajzok 1879-ből (Kassa, 1897)
- Abaúj-Torna vármegye nemes családjai (Kassa, 1897; reprint Miskolc, 1992, Budapest, 2012) Online
- A nemzetségi czímerek tanulmánya (Budapest, 1900)
- Magyar nemzetségi címerek (Budapest, 1904)
- Abaúj- és Torna-vármegye történeti monográfiája (tsz. Kemény Lajos; Kassa, 1912)
- A magyar heraldika korszakai (Budapest, 1913; Máriabesnyő – Gödöllő, 2008)